# Kościół św. Barbary w Kokoszkowach
Kościół św. Barbary – zabytkowa, rzymskokatolicka świątynia parafialna we wsi Kokoszkowy. Jedyna zachowana świątynia joannicka na Pomorzu.

## Historia
Kamienno-ceglany kościół wzniesiono w XIII wieku. Parafię powołali w 1305 roku sprowadzeni do Starogardu Gdańskiego joannici. W 1653 król Jan II Kazimierz przekazał parafię dominikanom z Tczewa, którzy posiadali ją do 1827, kiedy przeszła w ręce diecezji chełmińskiej z siedzibą w Pelplinie.

## Architektura
Świątynia jednonawowa, składa się z prostokątnej nawy oraz węższego od niej, dostawionego od wschodu, prezbiterium, do którego od północy dobudowana jest zakrystia. Od zachodu w kościół wbudowana jest drewniana wieża.

## Wyposażenie
We wnętrzu świątyni znajduje się m.in.:
- kamienna kropielnica z początku XIV wieku,
- XIV-wieczne freski,
- barokowy ołtarz główny z początku XVIII wieku,
- dwa rokokowe ołtarze boczne z II połowy XVIII stulecia,
- XVIII-wieczny obraz Ukrzyżowanie.

## Galeria

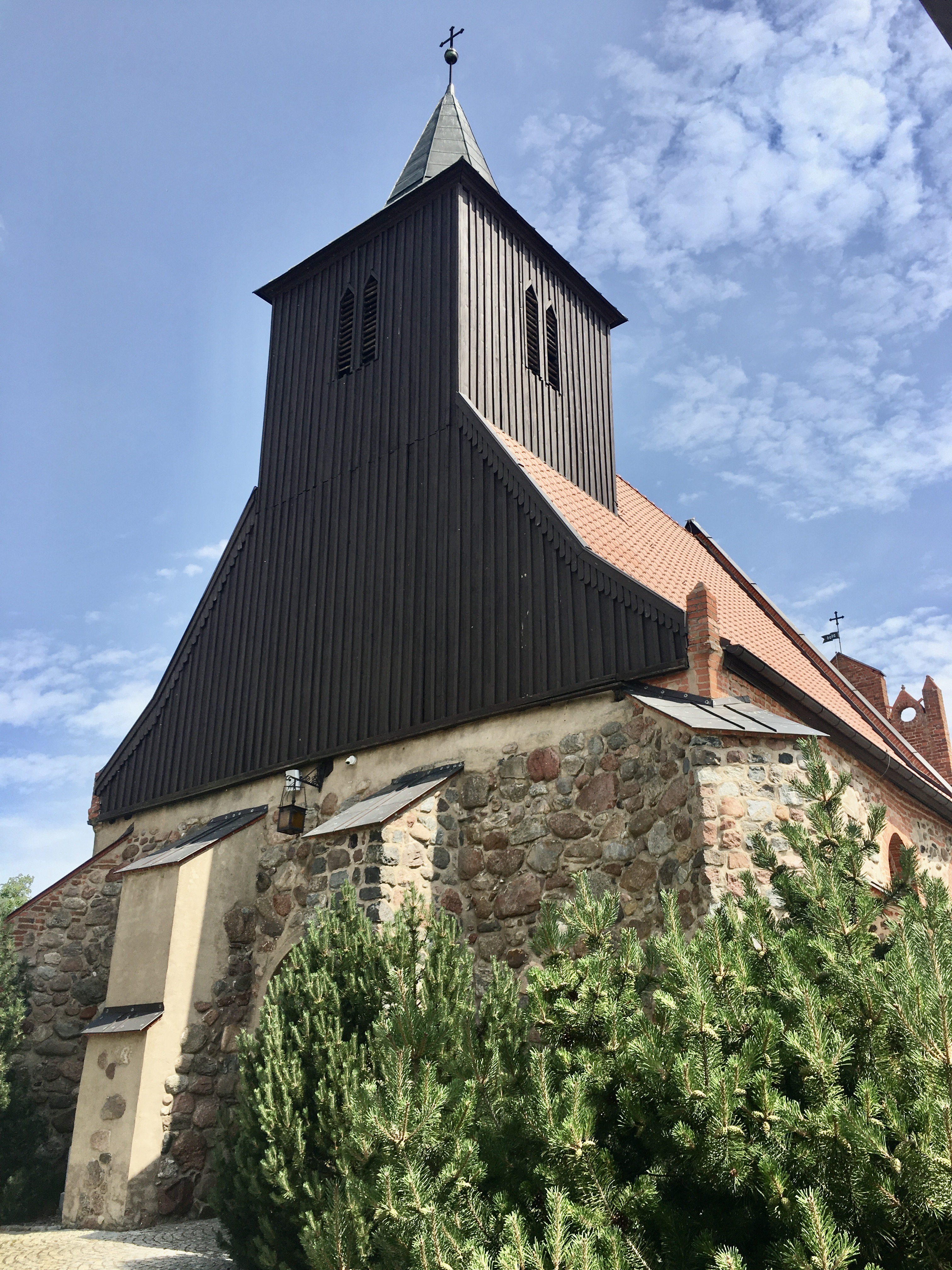
Fasada
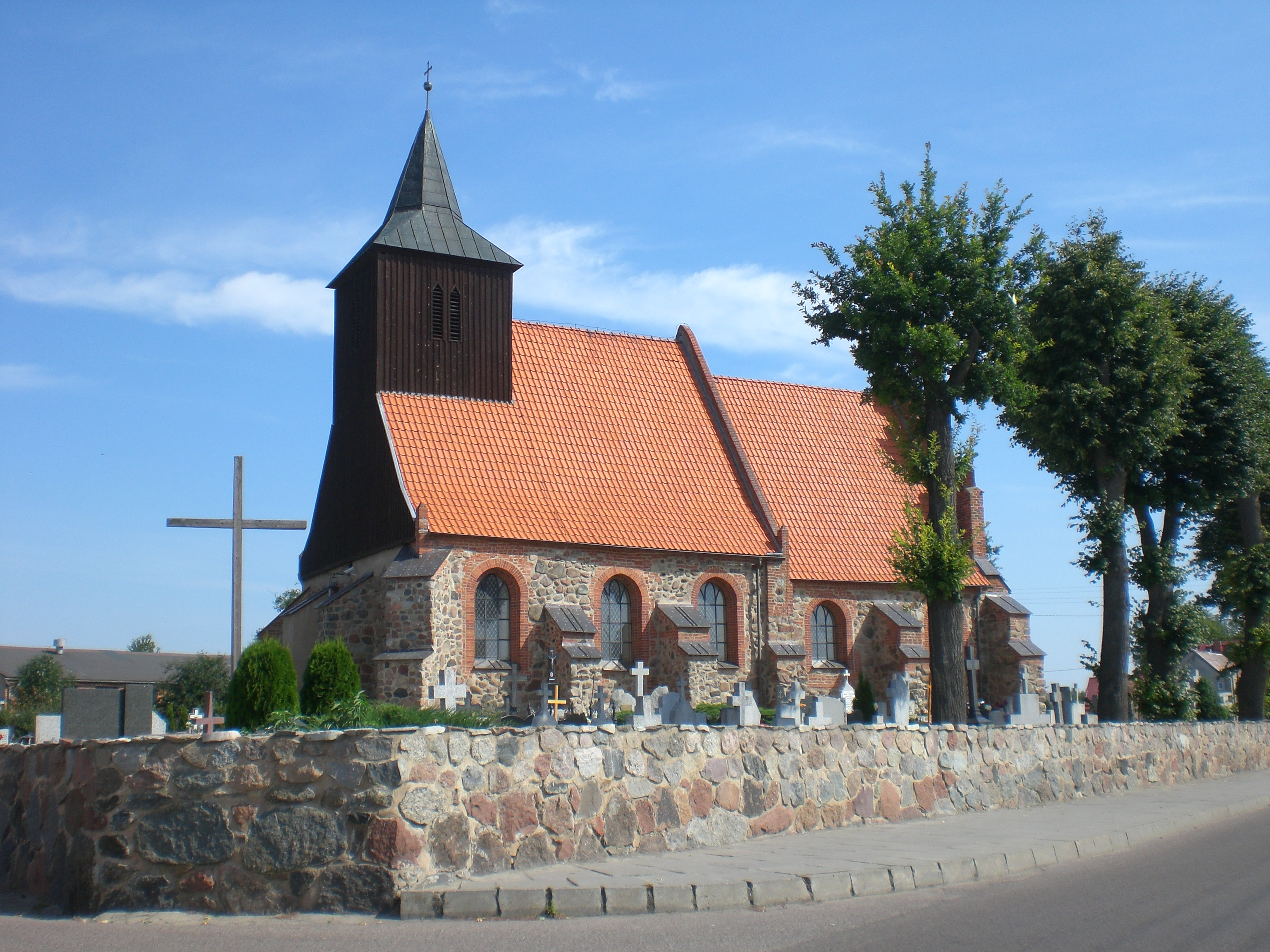
Widok z południowego zachodu
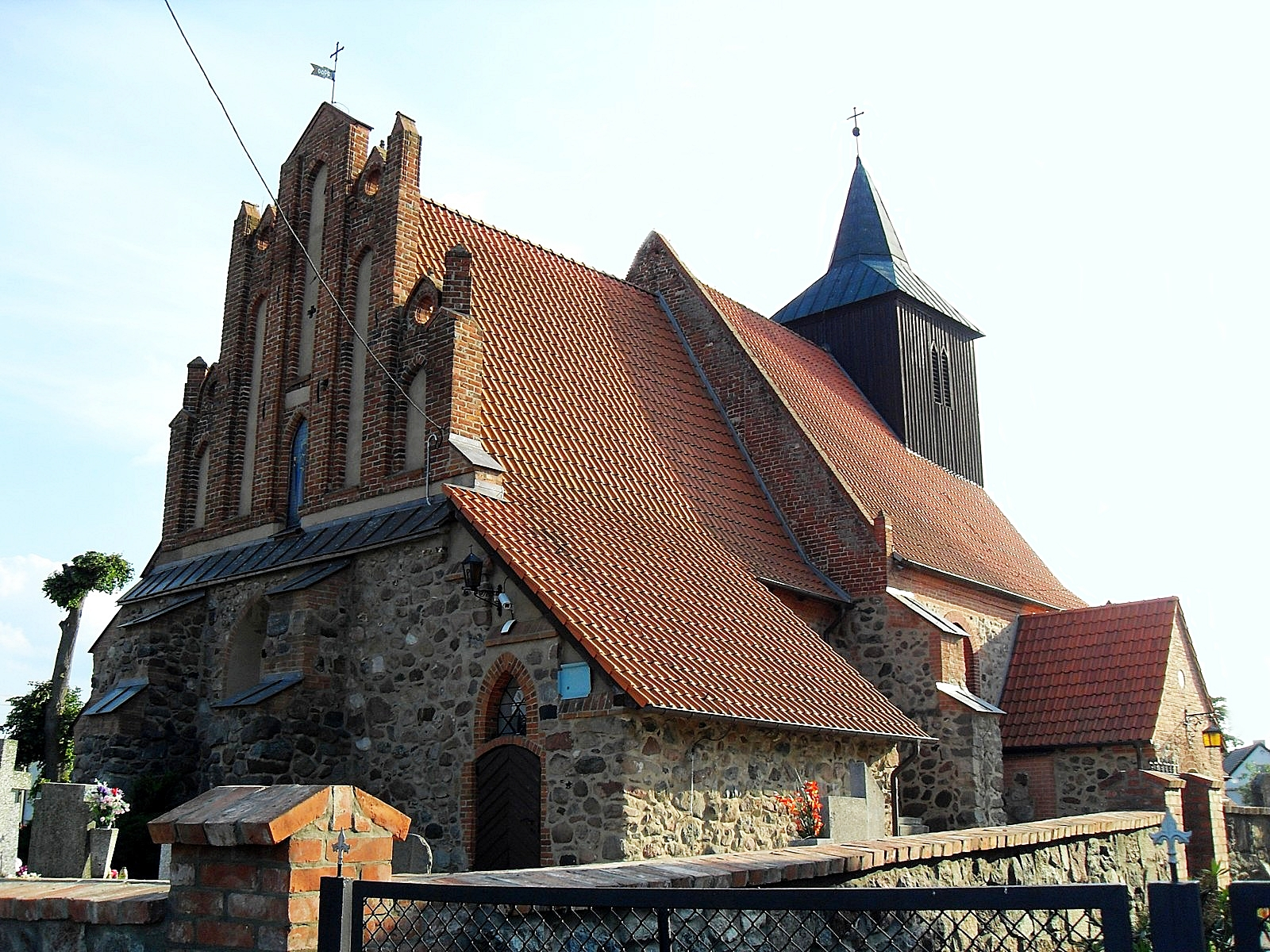
Widok z północnego wschodu
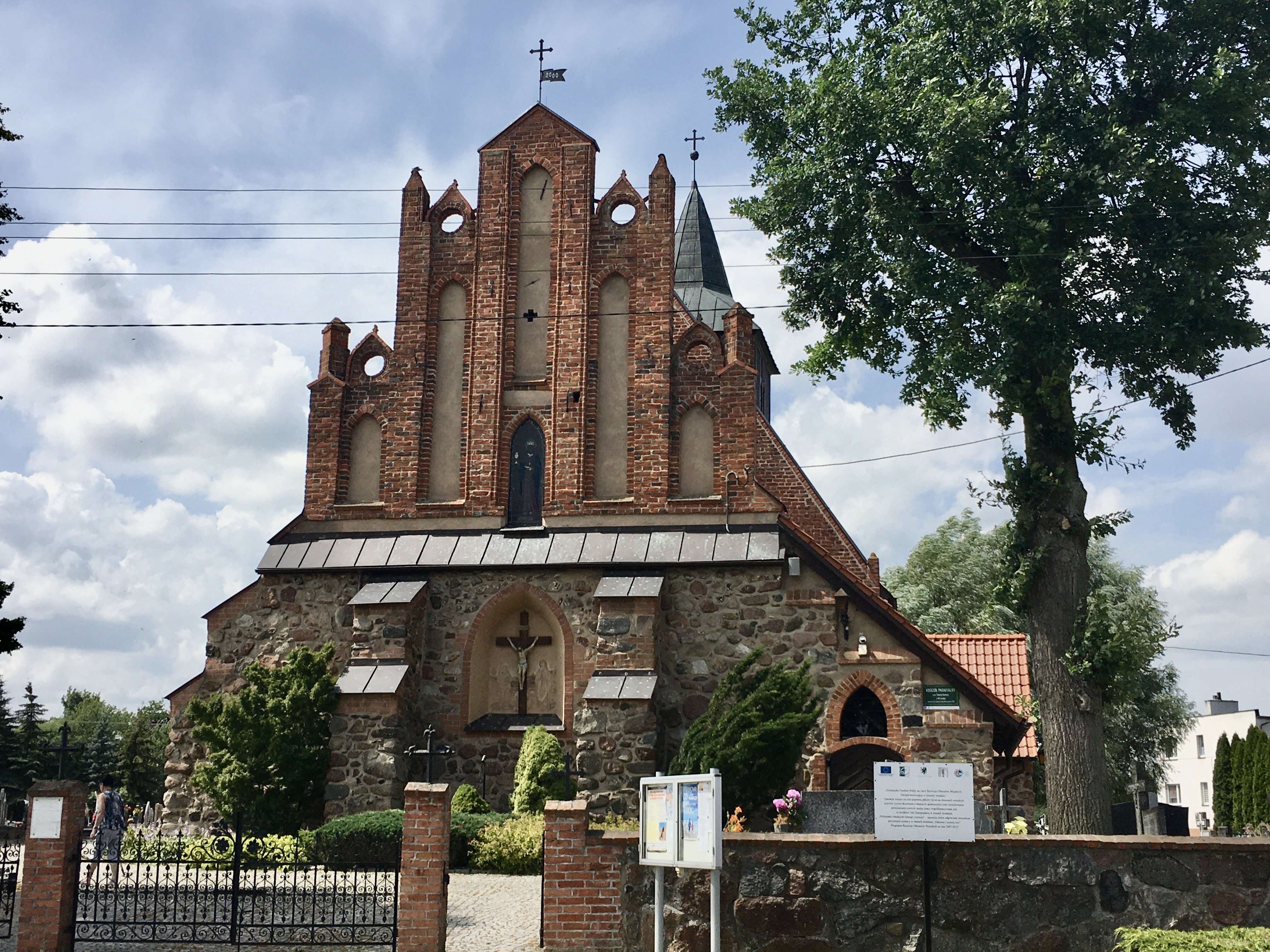
Prezbiterium
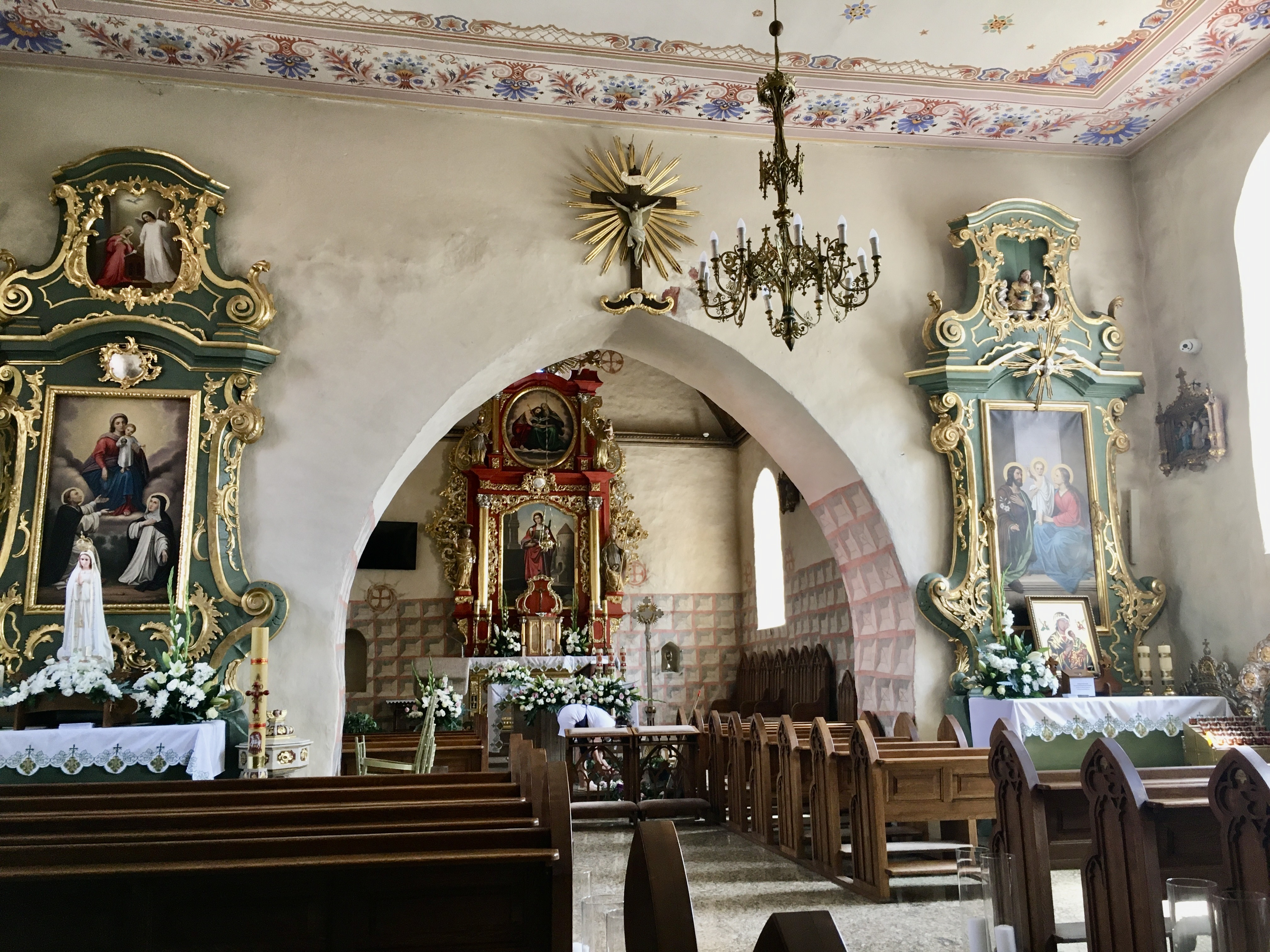
Wnętrze
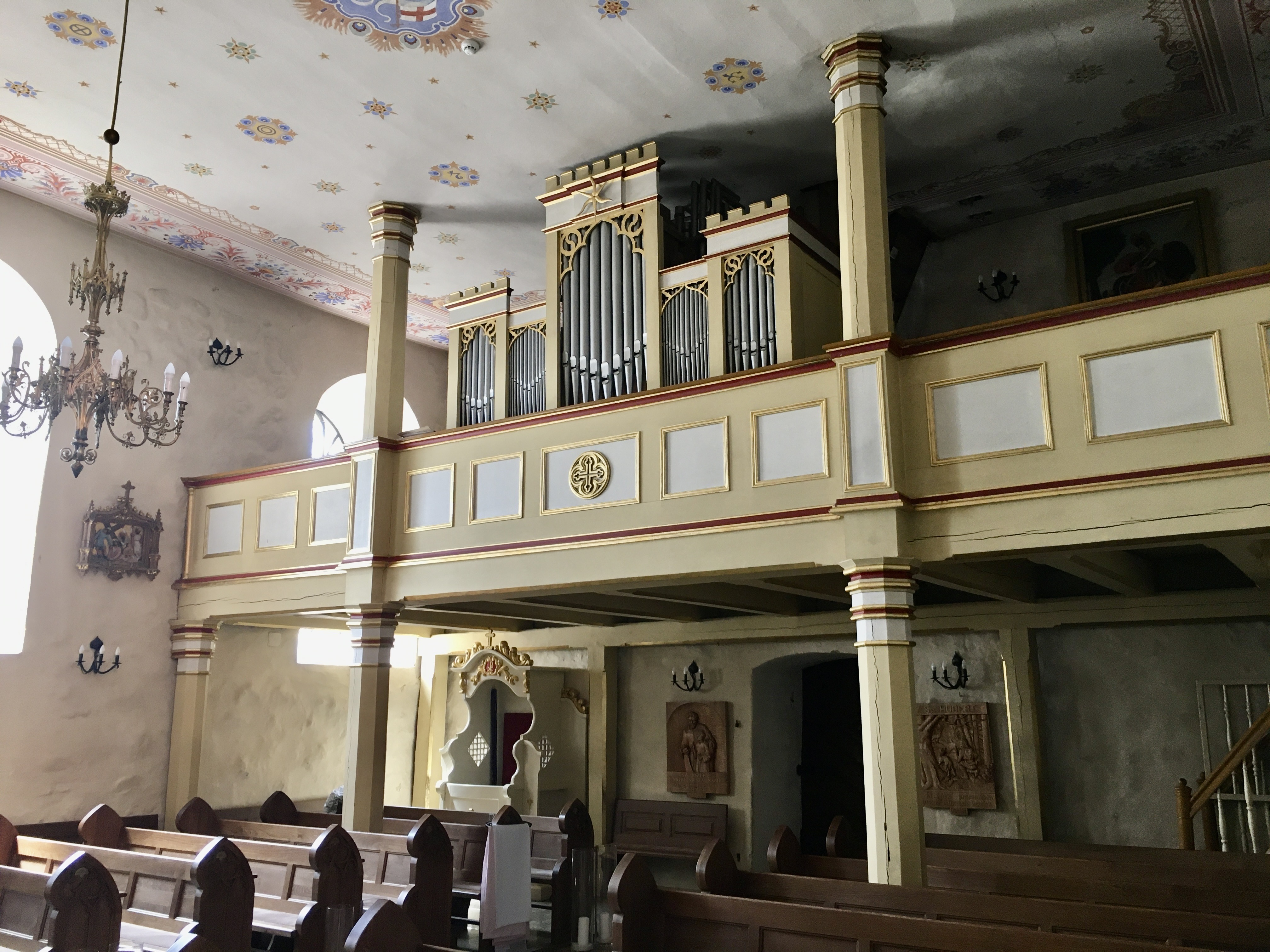
Empora i organy